# Just Lose It
«Just Lose It» (Déjate llevar) es una canción del cantante estadounidense Eminem, lanzada el 28 de septiembre de 2004. Fue el primer sencillo de Encore, álbum que tuvo su lanzamiento mundial ese mismo año. La canción causó una cierta controversia, pues su letra y también su vídeo, ponían en ridículo a Michael Jackson, que había sido acusado de abuso de menores en ese entonces. La canción también ridiculiza al personaje Pee-Wee de la película La gran aventura de Pee-Wee, Beavis/Cornholio de la serie de MTV Beavis and Butt-Head, MC Hammer, Madonna, el personaje Mr. Bean y otros. "Just Lose It" llegó a alcanzar el puesto número uno en Gran Bretaña, Australia y Nueva Zelanda.
Dos parodias con respecto a la controversia de Michael Jackson quedaban incluidas en Encore, "Paul (parodia)" y "Em Calls Paul (parodia)". Este tema también fue mencionado en una canción del mixtape "The Anger Management Tour 3" llamada "Get Off My Nuts".
Al principio de la canción, hay un extracto del sencillo de 2002 de Eminem "Without Me", acerca de "Shady's Back" (Shady volvió). Las líneas "Snap back to reality. Look! It's B. Rabbit" y "You signed me up to battle" se refieren a "Lose Yourself" y el personaje que interpreta Eminem en la película 8 Mile. En el segundo verso de la canción, la línea "So fellas, fellas..." es una referencia a la canción "Baby Got Back" de Sir Mix-a-lot. El estribillo de la canción, cuando él dice: "Girl you know you're my world", es del estribillo de su canción "Superman" de su álbum The Eminem Show.
En 2005, "Just Lose It" quedó incluido en el álbum recopilatorio de Eminem, llamado Curtain Call: The hits.
"Just Lose It" es el primer hit de Eminem que no contiene el uso de la palabra "fuck" desde "97 Bonnie and Clyde".

## Video
El videoclip de "Just Lose It" está considerado como muy controvertido y ha generado polémicas con el cantante Michael Jackson y con muchos canales de música. Fue prohibido en el canal BET, después de que las quejas de Benzino y otros (pero fue repuesto más adelante, pues los críticos de la prohibición señalaron que el vídeo "Tip Drill" de Nelly sí podía ser visto. A partir de entonces, ambos videos solo pueden ser vistos en BET:Uncut). Sin embargo MTV no la prohibió, y el vídeo se convirtió en uno de los más solicitados del canal.
El vídeo contiene una parodia de una escena de 8 Mile, en donde hay una batalla de rap entre Eminem (tal como aparece en la película) y Eminem (tal como aparece para sus opositores).
El vídeo más tarde fue nominado en los MTV Video Music Awards para el Mejor Vídeo de Rap, pero perdió con Ludacris con "Number One Spot".
En los 50 vídeos más polémicos de "MuchMusic" se clasificó en el puesto número 50, por sus bromas sobre la gente famosa.

## Posición en las listas musicales
| Lista (2004)                         | Mejor posición |
| ------------------------------------ | -------------- |
| Australian Singles Chart             | 1              |
| Austrian Singles Chart               | 4              |
| Belgian Singles Chart (Flanders)     | 6              |
| Belgian Singles Chart (Wallonia)     | 8              |
| Finnish Singles Chart                | 2              |
| French Singles Chart                 | 7              |
| German Singles Chart                 | 2              |
| Irish Singles Chart                  | 2              |
| Italian Singles Chart                | 2              |
| Netherlands Singles Chart            | 5              |
| New Zealand Singles Chart            | 1              |
| Norwegian Singles Chart              | 3              |
| Romanian Singles Chart               | 2              |
| Spanish Singles Chart                | 1              |
| Swedish Singles Chart                | 12             |
| Swiss Singles Chart                  | 1              |
| UK Singles Chart                     | 1              |
| U.S. Billboard Hot 100               | 6              |
| U.S. Billboard Hot R&B/Hip-Hop Songs | 35             |
| U.S. Billboard Hot Rap Tracks        | 7              |

- Datos: Q1573383